# فنتستيك بلستيك مشين
فَنتَستِيك بلَستِيك مَشين (ファンタスティック・プラスチック・マシーン fantasuteikku . purasuchikku . mashi^n، Fantastic Plastic Machine) الاسم الفني للياباني تاناكا تومويُكي (田中知之)، فنان بوب-ياباني، وشيبوياكي، ودي-جي من كيوتو.

## وصلات خارجية
- فنتستيك بلستيك مشين على موقع IMDb (الإنجليزية)
- فنتستيك بلستيك مشين على موقع ميوزك برينز (الإنجليزية)
- فنتستيك بلستيك مشين على موقع أول ميوزيك (الإنجليزية)
- فنتستيك بلستيك مشين على موقع ديسكوغز (الإنجليزية)
- فنتستيك بلستيك مشين على موقع ديسكوغز (الإنجليزية)
- فنتستيك بلستيك مشين على موقع قاعدة بيانات الفيلم (الإنجليزية)
- الموقع الرسمي
- http://www.myspace.com/fantasticplasticmachine
- في Emperor Norton Records
- في Bungalow Records